# Breg (Žirovnica, Slovenija)
Breg je naselje u slovenskoj Općini Žirovnici. Breg se nalazi u pokrajini Gorenjskoj i statističkoj regiji Gorenjskoj. 

## Stanovništvo
Prema popisu stanovništva iz 2002. godine naselje je imalo 598 stanovnika.